# 四方台站
四方台站位于中华人民共和国黑龙江省绥化市北林区四方台镇，是滨北铁路上的火车站，建于1928年，由哈尔滨铁路局管辖。

## 車站周邊
- 中国邮政储蓄银行绥化市四方台镇支行
- 绥化市四方台第二中学
- 北林区四方台农村信用合作社
- 绥化市四方台第一中学

## 业务办理
客运办理旅客乘降，行李，包裹托运业务。货运办理整车，零担货物到发。

## 歷史
- 建于1928年。

## 外部連結
- 中国铁路客户服务中心（页面存档备份，存于）